# エリオ・ジェルマーノ
エリオ・ジェルマーノ（Elio Germano、1980年9月25日 - ）は、イタリアの俳優。

## 略歴

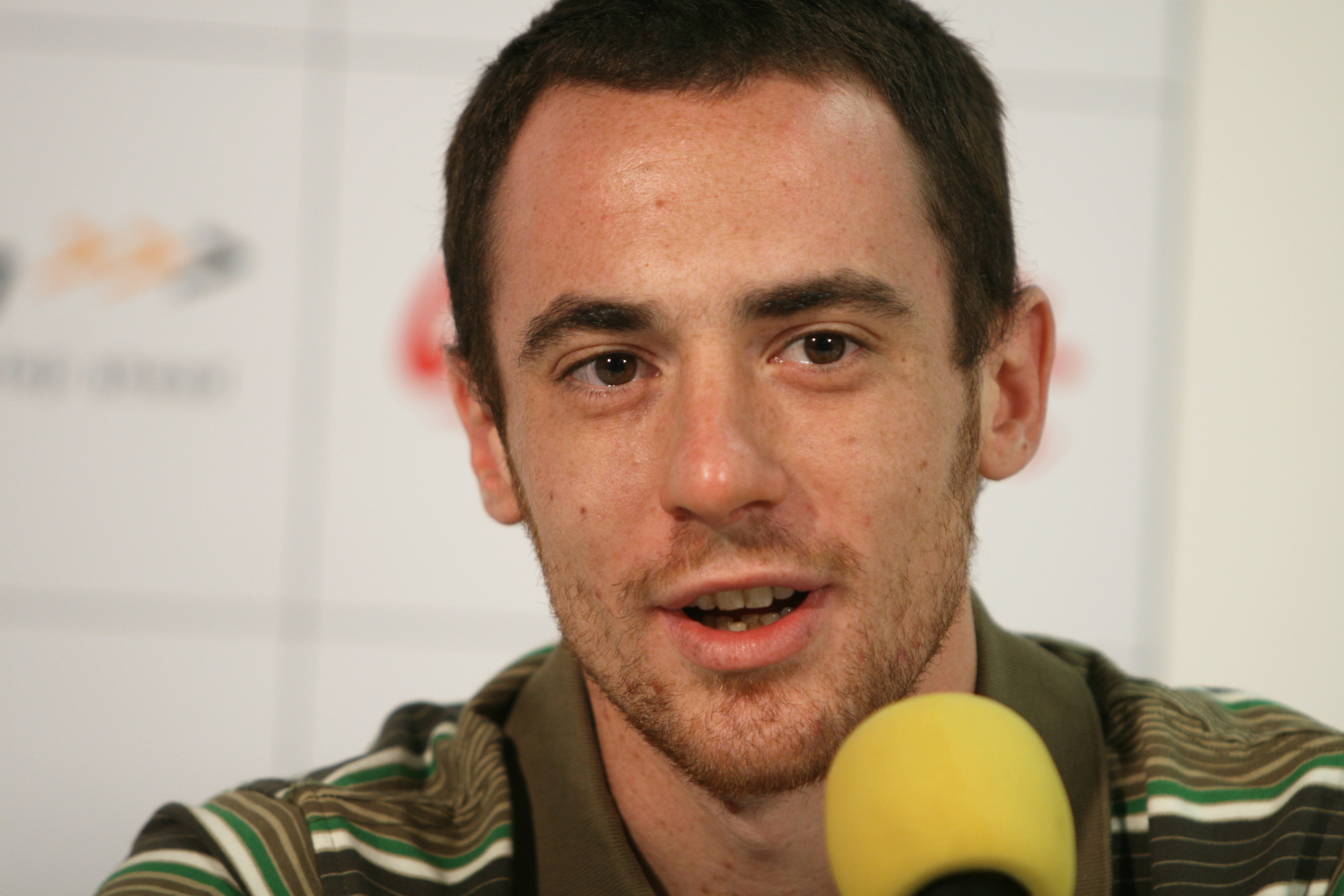
2008年

1980年にローマで生まれ、モリーゼ州で育つ。10代前半に子役としてデビュー。13歳でカステッラーノとピポロの『うざいんだよ、パパ』(Ci hai rotto papa)に出演。ローマに引っ越してきて、大人に対していたずらばかりする小学生グループの仲間になるアンドレアを演じる。このとき、ジェルマーノら主人公たちの歌った主題歌が大流行する。15歳のときにチョコレートBuenoのCMに出演。
高校時代に演劇学校に1年間通い、舞台デビューするが、1999年にカルロ・バンツィーナ『部屋のなかの空』(Il Cielo in una stanza)に出演するため舞台をやめ、映画俳優に転身。同作では父親とケンカばかりしている青年が1960年代にタイムスリップして、若かりし頃の父親と知り合う。現在の父親役をリッキー・トニャッツィが演じ、若いころの父親役をジェルマーノが演じた。
ジェルマーノの活動は映画だけにとどまらない。2001年にはTVドラマ『ザナルディ通り33番地』の主人公のひとりとして出演。同番地の大学生用マンションに暮らす6人の男女が繰り広げる青春物語で、人気バンドLuna Popがテーマ曲を提供し、同バンドのフロントマンであるチェーザレ・クレモニーニが出演したことでも話題となった。
2007年、人気俳優リッカルド・スカマルチョと共演した『マイ・ブラザー』でダヴィッド・ディ・ドナテッロ最優秀男優賞にノミネート。スカマルチョ演じる共産主義者の兄と、ジェルマーノ演じるネオ・ファシストの弟の青春映画は、大きな反響を呼ぶ。
2010年、同じダニエレ・ルケッティ監督による『我らの生活』で、妻を亡くし、二人の息子を育てつつ、人生を立て直そうとするローマ郊外の工事現場監督を演じ、第63回カンヌ国際映画祭男優賞を獲得。イタリア人が同賞を獲得するのは、1987年のマルチェロ・マストロヤンニ以来だった。
その後も、2001年にジェノヴァで開かれたG8の反対運動を描いた『ディアズ』（2012年）や、18世紀の国民的詩人ジャコモ・レオパルディを演じた『レオパルディ』（2014年）など、注目作に出演し、2020年にはジョルジョ・ディリッティ監督の『私は隠れてしまいたかった』で、素朴派の画家アントニオ・リガブーエを演じ、第70回ベルリン国際映画祭銀熊賞（男優賞）を獲得。三大国際映画祭のうちの二つで男優賞を獲得する。
さらに2020年には、第70回ベルリン国際映画祭で最優秀脚本賞に選ばれたディンノチェンツォ兄弟の『悪の寓話』や、『いつだってやめられる』三部作で成功を収めたシドニー・シビリアのNetflixオリジナル映画『ローズ島共和国～小さな島の大波乱』など、若手監督たちの作品への出演も続いている。
あまり知られていないが、音楽活動も継続的に行っており、ヒップホップグループBestierare（日本語に訳すると「珍獣たち」の意）でMCを務めている。また私生活では一般人女性と結婚し、二児をもうけている。

## 主な出演作品
| 公開年 | 邦題 原題                                                                      | 役名                     | 備考 |
| ------ | ------------------------------------------------------------------------------ | ------------------------ | --- |
| 2004   | Che ne sarà di noi                                                             | マヌエル                 | 第49回ダヴィッド・ディ・ドナテッロ賞助演男優賞ノミネート 第60回ナストロ・ダルジェント賞助演男優賞ノミネート |
| 2005   | DO YOU LIKE HITCHCOOK? ドゥー・ユー・ライク・ヒッチコック? Ti piace Hitchcock? | ジュリオ                 | テレビ映画 |
| 2005   | マリー 〜もうひとりのマリア〜 Mary                                             | マッテオ                 | 日本劇場未公開 |
| 2005   | 野良犬たちの掟 Romanzo criminale                                               | ねずみ                   | 日本劇場未公開 |
| 2005   | メリッサ・P 〜青い蕾〜 Melissa P.                                              | アルナルド               | 日本劇場未公開 |
| 2006   | ナポレオンの愛人 N (Io e Napoleone)                                            | マルティノ・パプッチ     | 第47回イタリア・ゴールデングローブ賞ブレイクスルー男優賞受賞 日本劇場未公開 |
| 2007   | マイ・ブラザー Mio fratello è figlio unico                                     | アッチョ・ベナシ         | 第52回ダヴィッド・ディ・ドナテッロ賞主演男優賞受賞 第20回ヨーロッパ映画賞主演男優賞ノミネート 第47回イタリア・ゴールデングローブ賞ブレイクスルー男優賞受賞 第63回ナストロ・ダルジェント賞主演男優賞ノミネート EUフィルムデーズ2009で上映                                                    |
| 2007   | Nessuna qualità agli eroi                                                      | ルカ                     | 第48回イタリア・ゴールデングローブ賞主演男優賞受賞ノミネート 第62回ナストロ・ダルジェント賞主演男優賞ノミネート |
| 2008   | 見わたすかぎり人生 Tutta la vita davanti                                       | ルキオ2                  | イタリア映画祭2009で上映 |
| 2009   | NINE Nine                                                                      | プエルパオロ             | |
| 2010   | 我らの生活 La nostra vita                                                      | クラウディオ・デ・ローザ | 第63回カンヌ国際映画祭男優賞受賞 第56回ダヴィッド・ディ・ドナテッロ賞主演男優賞受賞 第23回ヨーロッパ映画賞主演男優賞ノミネート 第51回イタリア・ゴールデングローブ賞主演男優賞ノミネート 第65回ナストロ・ダルジェント賞主演男優賞受賞 イタリア映画祭2011での上映タイトルは『ぼくたちの生活』 |
| 2012   | 異人たちの棲む館 Magnifica presenza                                            | ピエトロ                 | 第57回ダヴィッド・ディ・ドナテッロ賞主演男優賞ノミネート 第52回イタリア・ゴールデングローブ賞主演男優賞受賞 第67回ナストロ・ダルジェント賞主演男優賞ノミネート イタリア映画祭2013での上映タイトルは『素晴らしき存在』                                                                       |
| 2012   | 家の主たち Padroni di casa                                                     | エリア                   | イタリア映画祭2013で上映 |
| 2013   | 無用のエルネスト L'ultima ruota del carro                                      | エルネスト               | イタリア映画祭2014で上映 |
| 2014   | レオパルディ Il giovane favoloso                                               | ジャコモ・レオパルディ   | イタリア映画祭2015で上映 |
| 2015   | アナザー La dame dans l'auto avec des lunettes et un fusil                     | ステファノ/ジョルジュ    | カリテ・ファンタスティック!シネマコレクション2016で上映 |
| 2015   | 暗黒街 Suburra                                                                 | セバスティアーノ（セバ） | |
| 2017   | ナポリの隣人 La tenerezza                                                      | ファビオ                 | イタリア映画祭2018での上映タイトルは『世情』 |
| 2018   | ルチアの恩寵 Troppa grazia                                                     | アルトゥーロ             | イタリア映画祭2019で上映 |
| 2020   | 私は隠れてしまいたかった Volevo nascondermi                                    | アントニオ・リガブーエ   | 第70回ベルリン国際映画祭銀熊賞 (男優賞) 受賞 イタリア映画祭2021で上映 |
| 2020   | 悪の寓話 Favolacce                                                             | ブルーノ・プラシド       | イタリア映画祭2021で上映 |
| 2020   | ローズ島共和国 〜小さな島の大波乱〜 L'incredibile storia dell'Isola delle Rose | ジョルジオ・ローザ       | Netflixで2020年12月9日から配信。 |
| 2021   | アメリカ・ラティーナ America Latina                                            | マッシモ                 | イタリア映画祭2022で上映 |
| 2022   | 蟻の王 Il signore delle formiche                                               | エンニオ・スクリバーニ   | |
| 2023   | Palazzina Laf                                                                  | ジャンカルロ・バジーレ   | 第69回ダヴィッド・ディ・ドナテッロ賞助演男優賞受賞 |
| 2024   | 信頼 Confidenza                                                                | ピエトロ・ヴェッラ       | イタリア映画祭2024で上映 |